# مات أكتون
مات أكتون (بالإنجليزية: Matt Acton) (3 يونيو 1992 بتاونسفيل في أستراليا - ) هو لاعب كرة قدم أسترالي في مركز حراسة المرمى. شارك مع منتخب أستراليا تحت 20 سنة لكرة القدم. أما مع النوادي، فقد لعب مع نادي بريزبان رور ونادي كايا ونادي يانغون يونايتد وOlympic FC ‏.